# ليليان كول
ليليان كول (بالإنجليزية: Lilian Cole)‏ (1 أغسطس 1985 - ) هي لاعبة كرة قدم نيجيرية في مركز الدفاع، شاركت في الألعاب الأولمبية الصيفية 2008. وشاركت مع منتخب نيجيريا لكرة القدم للسيدات. أما مع النوادي، فقد لعبت مع Delta Queens F.C. ‏.

## وصلات خارجية
- ليليان كول على موقع الاتحاد الدولي (مؤرشف)  (الإنجليزية)
- ليليان كول على موقع قاعدة بيانات كرة القدم.إي يو (الإنجليزية)
- ليليان كول على موقع أوليمبيديا (الإنجليزية)